# Броцлети
Броцлети (груз. ბროწლეთი) — село в Грузии, на территории Горийского муниципалитета края (мхаре) Шида-Картли.

## География
Село находится в центральной части Грузии, к западу от реки Малая Лиахви, на расстоянии приблизительно 18 километров (по прямой) к северо-северо-западу от города Гори, административного центра муниципалитета. Абсолютная высота — 828 метров над уровнем моря.

## Население
По результатам официальной переписи населения 2014 года в Броцлети проживало 527 человек (267 мужчин и 260 женщин). В национальной структуре населения грузины составляли 98,1 %, русские — 0,6 %, осетины — 0,4 %.
| Год  | Население, человек |
| ---- | ------------------ |
| 2002 | 831                |
| 2014 | ↘ 527              |